# Walter Kell
Walter Kell (Altenwald, 1913. december 4. – Atlanti-óceán, 1941. október 19.) német tengeralattjáró-kapitány volt a második világháborúban. Öt hajót (18 217 brt) semmisített meg.

## Pályafutása
Walter Kell 1933. április 1-jén csatlakozott a német haditengerészethez. 1940. június 10-én kinevezték az U–8 búvárhajó kapitányának. A posztot egy hónapon át töltötte be, majd 1940. szeptember 13-án ismét megkapta. 1941. március 8-án vette át új tengeralattjáróját, a VIIC típusú  U–204-et. Ezzel a hajóval három őrjáratot tett, és öt hajót süllyesztett el. 1941. október 19-én, az Inverlee nevű brit tanker elleni sikeres támadása után a Brit Királyi Haditengerészet két egysége, az HMS Mallow korvett és az HMS Rochester szlúp mélységi bombákkal elpusztította az U–204-et a Gibraltári-szorosban, Tanger közelében. Walter Kell és a teljes legénység, 45 tengerész meghalt.

## Összegzés
| Hajója | Parancsnoki szolgálata                    | Őrjáratok száma | Őrjáratok hossza (nap) | Eltalált hajók száma | Eltalált hajók vízkiszorítása (brt) |
| ------ | ----------------------------------------- | --------------- | ---------------------- | -------------------- | ----------------------------------- |
| U–8    | 1940. június 10. – 1940. július 6.        | 0               | 0                      | 0                    | 0                                   |
| U–8    | 1940. szeptember 13. – 1940. december 17. | 0               | 0                      | 0                    | 0                                   |
| U–204  | 1941. március 8. – 1941. október 19.      | 3               | 97                     | 5                    | 18 217                              |

## Elsüllyesztett és megrongált hajók
| Búvárhajó | Nap                 | Hajó              | Nemzetisége        | Vízkiszorítása (brt |
| --------- | ------------------- | ----------------- | ------------------ | ------------------- |
| U–204     | 1941. május 31.     | Holmsteinn        | Izland             | 16                  |
| U–204     | 1941. június 10.    | Mercier           | Belgium            | 7886                |
| U–204     | 1941. augusztus 19. | HNoMS Bath*       | Norvégia           | 1060                |
| U–204     | 1941. október 14.   | Aingeru Guardakoa | Spanyolország      | 97                  |
| U–204     | 1941. október 19.   | Inverlee          | Egyesült Királyság | 9158                |

* Hadihajó